# NGC 6239
NGC 6239 est une galaxie spirale barrée située dans la constellation d'Hercule. Sa vitesse par rapport au fond diffus cosmologique est de 953 ± 2 km/s, ce qui correspond à une distance de Hubble de 14,1 ± 1,0 Mpc (∼46 millions d'al). NGC 6239 a été découverte par l'astronome germano-britannique William Herschel en 1788.

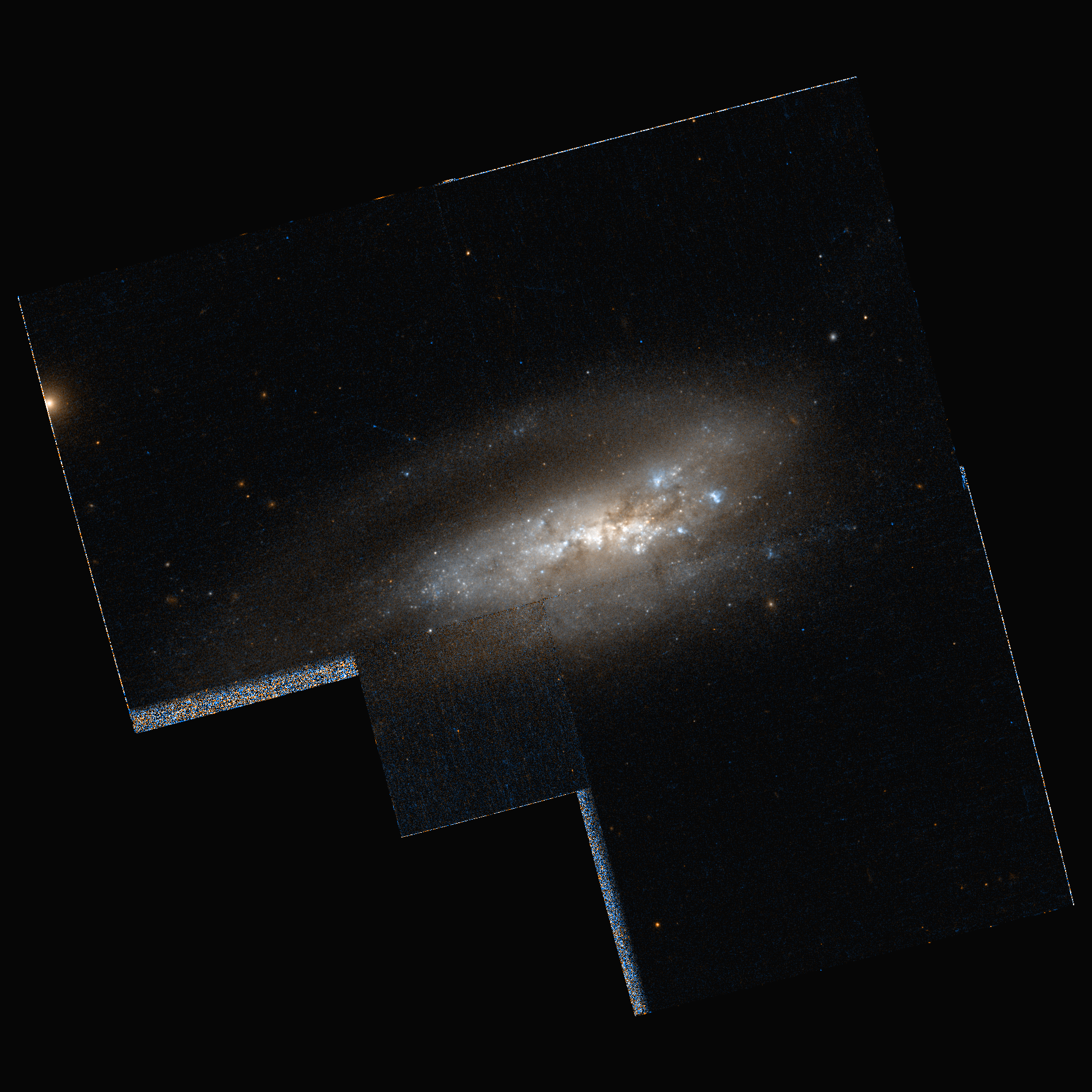
NGC 6239 par le télescope spatial Hubble.

La classe de luminosité de NGC 6239 est II et elle présente une large raie HI. Elle renferme également des régions d'hydrogène ionisé.
À ce jour, 13 mesures non basées sur le décalage vers le rouge (redshift) donnent une distance de 19,215 ± 4,646 Mpc (∼62,7 millions d'al), ce qui est à l'intérieur des valeurs de la distance de Hubble.